# Вескан, Синтия
Синтия Ванесса Вескан (фр. Cynthia Vanessa Vescan; 7 февраля 1992, Страсбург, Франция) — французская женщина-борец вольного стиля, призёр чемпионатов Европы, участница двух Олимпийских игр. 

## Спортивная карьера
Первым её тренером является отец — Марсель Вескан, румын по национальности, с 2010 года она тренируется у Нодара Бокашвили. На Олимпиаде в Лондоне выбыла после первой же схватки, проиграв на стадии 1/8 финала представительнице Молдавии Светлане Саенко. На Олимпиаде в Рио-де-Жанейро а стадии 1/8 финала уступила белоруске Василисе Марзалюк. В мае 2018 года на чемпионате Европы в Каспийске завоевала бронзовую медаль, обыграв в схватке за 3 место турчанку Бесте Алтуг на туше. На чемпионате Европы 2021 года, который проходил в апреле в Варшаве, в весовой категории до 76 кг, французская спортсменка завоевала бронзовую медаль.

## Спортивные результаты
- Чемпионат Европы по борьбе среди кадетов 2008 — ;
- Чемпионат Европы по борьбе среди юниоров 2008 — ;
- Чемпионат Европы по борьбе среди кадетов 2009 — ;
- Чемпионат Европы по борьбе среди юниоров 2010 — ;
- Чемпионат мира по борьбе среди юниоров 2010 — ;
- Чемпионат Европы по борьбе 2011 — 5;
- Чемпионат Европы по борьбе среди юниоров 2011 — ;
- Чемпионат мира по борьбе среди юниоров 2011 — ;
- Чемпионат мира по борьбе 2011 — 9;
- Чемпионат Европы по борьбе среди юниоров 2012 — ;
- Чемпионат Европы по борьбе 2012 — 9;
- Чемпионат мира по борьбе среди юниоров 2012 — ;
- Олимпиада 2012 — 12;
- Чемпионат мира по борьбе 2013 — 8;
- Чемпионат мира по борьбе 2015 — 19;
- Олимпиада 2016 — 16;
- Чемпионат мира по борьбе среди студентов 2016 — ;
- Чемпионат Европы по борьбе 2018 — ;
- Чемпионат мира по борьбе 2018 — 12;
- Чемпионат Европы по борьбе 2021 — ;
- Чемпионат мира по борьбе 2021 — 5;